# Roxy Recordings
Roxy Recordings (King Island Roxystars Recordings AB) är ett svenskt skivbolag baserat i Stockholm. Bolaget bildades i november 2006.
Bolaget är mest aktivt på den svenska marknaden, men deras tidigare artister Agnes och Erik Hassle har internationella karriärer. Agnes var först ut och sålde knappt en miljon kopior av sin singel "Release Me" under Roxys licens i 35 länder, bland annat Storbritannien, Frankrike, Tyskland, Australien och USA.
Fram till den 6 september 2011 ägdes bolaget av den danska mediakoncernen Egmont genom Nordisk Film och MBO. År 2011 köpte Universal Music upp bolaget.  År 2012 såldes det tillbaka till grundarna och idag ägs det av Playground Music.

## Nuvarande artister
- Hooja
- Kasino
- Morabeza Tobacco
- Wiktoria
- Klara & Jag
- AKA Lisa
- Occrasy

## Tidigare artister
- Agnes Carlsson
- Tjuvjakt
- Erik Hassle
- Thomas Stenström
- Nicole Sabouné
- The Ark
- Rymdpojken
- Anton Ewald
- Amanda Fondell
- Eric Gadd
- Eric Saade
- Janet Leon
- Le Kid
- Lena Philipsson
- Lucia Pinera
- Sara Varga
- Peter Jöback
- Sebastian Karlsson
- Crew of Me&You
- RABBII
- E.A Lundquist
- Finess
- Allysandra
- Fungz
- Lena Philipsson
- Julia Bergwall
- Malena Ernman
- Victor Crone
- Orup
- The Lovers of Valdaro
- Olle Grafström

- Sarah Dawn Finer
- Pidde P